# Matetica
La matetica è la scienza dell'apprendimento. Il termine fu coniato da Comenius (Johan Amos Komenskẏ) (1592–1670) nel suo lavoro Spicilegium didacticum, pubblicato nel 1680. Egli definiva la matetica come l'opposto della didattica intesa come scienza dell'insegnamento. La matetica considera e utilizza i risultati di interesse attuale dalla psicologia pedagogica, alla neurofisiologia e all'informatica.
Seymour Papert del MIT, matematico, educatore e saggista, spiega la logica alla base del termine matetica (in Papert, Seymour 1993, cap. 5). La parola, secondo Papert, ha origine dal termine greco mathēmatikos, che significa "disposto a imparare". Egli sentiva che questa parola (o una simile) sarebbe diventata parte integrante del vocabolario sull'educazione come i termini pedagogia o progettazione didattica.

## Laboratorio di matetica
Cercando di mettere in pratica la filosofia educativa di Seymour Papert due docenti romani in istituti di vario grado per diversi anni, hanno istituito un laboratorio di Matetica proponendosi di stimolare e sostenere docenti e alunni nei loro autonomi processi di apprendimento coinvolgendoli in libere attività connesse all’uso del computer. Lo scopo era quello di creare un ambiente di apprendimento per incoraggiare esplorazioni e scoperte, e per rendere naturale continui scambi di informazioni sulle proprie esperienze e conoscenze. Un ambiente naturale dove i meno esperti imparano dai più esperti con reciproco arricchimento. La filosofia educativa che ha ispirato tale laboratorio è il Costruzionismo, una teoria dell’apprendimento ed una strategia educativa basate sull’idea che si apprende da attività costruttive e non dal semplice trasmettere informazioni.